# Brfxxccxxmnpcccclllmmnprxvclmnckssqlbb11116

拉塞·迪丁，Brfxxccxxmnpcccclllmmnprxvclmnckssqlbb11116的父親

Brfxxccxxmnpcccclllmmnprxvclmnckssqlbb11116（1991年—，國際音標：/ˈalˌbin/，正常寫法為 ），是一個瑞典男孩的名字。男孩的父母並沒有打算正式登記他的姓名，而是作為一種抗議。瑞典規管姓名的法律（Namnlag (1982:670)）规定：
|  | 一个名字若带有攻擊性或让使用该名字的人感到不快，以及因为其他明顯原因而不可取，這個名字不會被批准登記。 |

由於男童的父母拉塞·迪丁及伊麗莎白·哈林（瑞典語：Elisabeth Hallin）到男童5歲時仍未把他的名字登記，瑞典哈爾姆斯塔德的地方法院判罰其父母5,000克朗，大約相當於當時的682美元。作為回應，他的父母於1996年5月把這個長43個字母的名字提交註冊，聲稱這是「一個豐富的表現主義所創造出來的藝術」。他的父母指這個名字應該以不通學的精神去理解。然而，法庭仍然否決這個名字，並維持罰款的判決。
其後，他的父母試圖把他的名字改為，發音同樣是。法庭再一次否決他們的申請，因為法例禁止只有一個字母的名字。最后父母申请将小孩命名为阿爾賓·古斯塔夫·塔尔赞·哈林（瑞典語：Albin Gustaf Tarzan Hallin），并获得了许可。

## 外部連結
- Results from Google News archive
- MIT（页面存档备份，存于） claims "Reuters, Boston Globe 30-May-96" as original source
- Archive